# Avicularia recifiensis
Avicularia recifiensis är en spindelart som beskrevs av Struchen och Brändle 1996. Avicularia recifiensis ingår i släktet Avicularia och familjen fågelspindlar. Inga underarter finns listade.